# کوه گونگا
کوه گونگا (به لاتین: Mount Gongga) یک کوه در چین است که در ولایت خودمختار گارزئی تبتی واقع شده‌است. کوه گونگا ۷٬۵۵۶ متر بالاتر از سطح دریا واقع شده‌است.